# Aartsbisdom Straatsburg

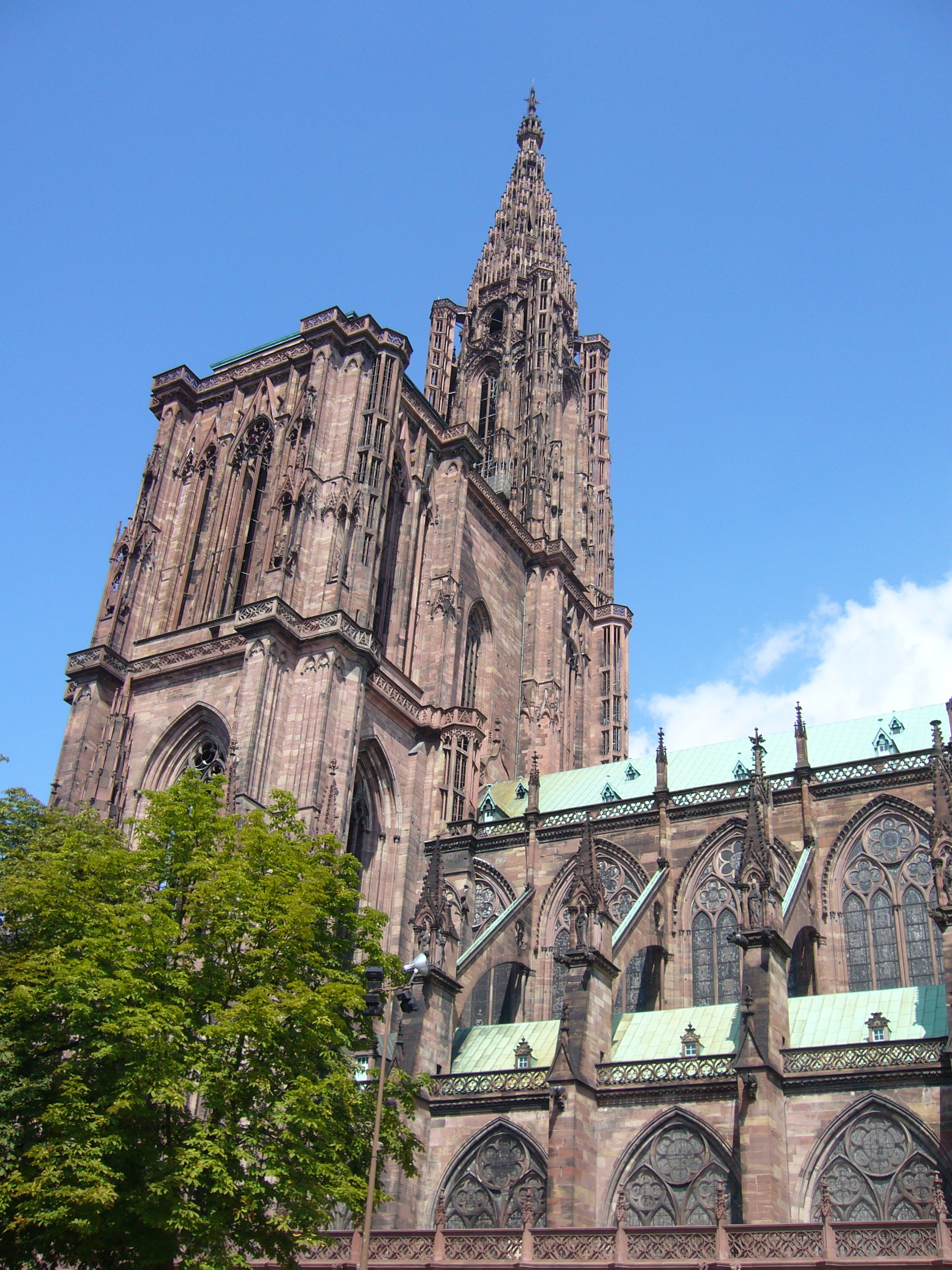
De kathedraal van Straatsburg

Het aartsbisdom Straatsburg (Latijn: Archidioecesis Argentoratensis o Argentinensis; Frans: Archidiocèse de Strasbourg) is een in Frankrijk gelegen rooms-katholiek aartsbisdom met zetel in de stad Straatsburg. De zetel van het aartsbisdom is de Onze-Lieve-Vrouwekathedraal van Straatsburg.
Het bisdom Straatsburg in de Elzas werd reeds gesticht in de vierde eeuw. Het bisdom, later het prinsbisdom Straatsburg, was suffragaan eerst aan het toenmalige aartsbisdom Mainz, vervolgens aan het aartsbisdom Besançon. Sinds 1801 bedient het een gebied dat overeenkomt met de departementen Haut-Rhin en Bas-Rhin. Het bisdom is sinds 1874 een immediatum, onder rechtstreeks gezag van de Heilige Stoel. In 1988 werd het bisdom verheven tot een aartsbisdom maar Straatsburg is geen kerkelijke metropolis. Aartsbisschop (maar dus niet metropoliet) is sinds 2007 Jean-Pierre Grallet. Tot zijn illustere voorgangers behoren onder meer de heilige Amandus van Straatsburg, Johan van Luxemburg-Ligny, Frederik van Blankenheim, Willem II van Diest, Frans Egon van Fürstenberg en Lodewijk René Eduard de Rohan.